# Weibigbach
Der Weibigbach ist ein linker Zufluss des Feilebachs im Vogtlandkreis im Freistaat Sachsen.

## Details
Der Weibigbach gehört zum Flusssystem der Elbe. Seine Quelle entspringt in der Nähe des Weischlitzer Ortsteils Heinersgrün noch nördlich der A 72. Er mündet an der Gemeindegrenze zu Bösenbrunn mit einer Mündungshöhe von 450 m in den Feilebach. Er folgt in seinem Verlauf keinen Straßen und Wegen. 100 m vor seiner Mündung in den Feilebach, der kurz danach in die Vorsperre Ramoldsreuth der Talsperre Dröda fließt, staut sich der Weibigbach im Vorbecken Ramoldsreuth Nord auf.